# Poekilopleuron
Poekilopleuron – rodzaj teropoda z grupy tetanurów żyjącego w środkowej jurze na terenach współczesnej Europy. Jest to jeden z najwcześniej nazwanych taksonów dinozaurów – został opisany w 1838 roku przez Eudesa-Deslongchampsa, który określił go jako „dużego kopalnego gada, pośredniego między krokodylami a jaszczurkami”. Eudes-Deslongchamps opisał kręgi ogonowe, gastralia oraz kości kończyn przednich i stóp odkryte w Normandii. Mimo niekompletności są to jedne z najlepiej zachowanych szczątków środkowojurajskich europejskich teropodów. Jedyny znany okaz poekilopleurona, przechowywany w Musée de la Faculté des Sciences de Caen, uległ zniszczeniu podczas II wojny światowej, jednak w Muzeum Historii Naturalnej w Paryżu odnaleziono kopie niektórych fragmentów szkieletu. Do megalozaurów (Megalosauridae) zaliczano wiele różnych teropodów, w tym również poekilopleurona. W 2002 roku Ronan Allain i Daniel Chure zidentyfikowali u niego jedną hipotetyczną synapomorfię megalozauroidów (spinozauroidów) – grzebień naramienny (crista deltopectoralis) stanowiący ponad 45% długości kości ramiennej. Ze względu na brak cech diagnostycznych wstępnie uznali go za Spinosauroidea incertae sedis. W 2010 roku Roger B.J. Benson inaczej zinterpretował budowę kości udowej poekilopleurona, a według przeprowadzonej przez niego analizy filogenetycznej rodzaj ten jest bazalnym allozauroidem. Potwierdzenie takiej jego pozycji filogenetycznej czyniłoby go prawdopodobnie najwcześniejszym znanym przedstawicielem tego kladu, choć prawdopodobnie starszy od niego Shidaisaurus również mógł być allozauroidem. Wreszcie z analizy kladystycznej przeprowadzonej przez Carrano, Bensona i Sampsona (2012) wynika, że poekilopleuron jest megalozaurem z podrodziny Afrovenatorinae. Wystarczy jednak wydłużenie drzewa filogenetycznego o zaledwie jeden stopień w stosunku do najbardziej parsymonicznego aby uzyskać drzewo, na którym poekilopleuron zajmuje inną pozycję filogenetyczną w obrębie Megalosauridae, jest megalozauroidem z rodziny Piatnitzkysauridae lub jest allozauroidem.
W 2002 roku Ronan Allain opisał sympatryczny z P. bucklandii gatunek valesdunensis, który wstępnie przypisał do rodzaju Poekilopleuron. Późniejsze analizy filogenetyczne sugerowały jednak, że gatunki te nie są taksonami siostrzanymi, dlatego w 2005 roku dla gatunku valesdunensis ustanowił nową nazwę rodzajowa Dubreuillosaurus.